# Janusz A. Zajdel
Janusz Andrzej Zajdel (ur. 15 sierpnia 1938 w Warszawie, zm. 19 lipca 1985 tamże) – polski pisarz, autor fantastyki naukowej, prekursor nurtu fantastyki socjologicznej w Polsce. Jego imieniem nazwano najważniejszą polską nagrodę literacką w dziedzinie fantastyki.

## Życiorys
Syn Wiesława Zajdla i Wiesławy z Wolnickich. Ukończył III Liceum Ogólnokształcące im. gen. Józefa Sowińskiego w Warszawie, gdzie w 1955 zdał maturę. Członek ZMP, później ZSP. Ukończył fizykę na Uniwersytecie Warszawskim i przez wiele lat pracował w Centralnym Laboratorium Ochrony Radiologicznej, gdzie na początku lat 80. był współzałożycielem komisji zakładowej NSZZ „Solidarność”. Był aktywnym członkiem ZAiKS-u, stanowczo sprzeciwiając się łamaniu praw autorskich. W 1976 wstąpił do ZLP.
Specjalista w zakresie fizyki jądrowej. Autor artykułów, broszur, skryptów i książek popularnonaukowych.

## Twórczość
Jako nastolatek opublikował, wraz z bratem, artykuł Pomysły braci Zajdel w „Młodym Techniku”, z którego narodziła się rubryka "Pomysły dziwne, zwariowane i takie sobie".
Jako autor fantastyki debiutował na łamach czasopisma „Młody Technik” opowiadaniem Tau Wieloryba w 1961 roku. Opublikował 83 opowiadania w różnych czasopismach. Jego początkowe utwory były wierne klasycznej konwencji science-fiction. Opisywał w nich kontakty z obcymi cywilizacjami, loty kosmiczne, dziwne wynalazki. Ich fabuła jest bardzo dopracowana pod kątem technicznym, a także bardzo dobra pod względem językowym, z licznymi grami słownymi. Głównym jego osiągnięciem była jednak seria powieści socjologiczno-politycznych, z których pierwszą był wydany w roku 1980 Cylinder van Troffa. Zajdel przedstawiał w nich i badał społeczeństwa totalitarne, ograniczone, kontrolowane.
Faktycznie twórczość powieściowa Zajdla to utwory o charakterze dystopii, dowodzące niemożliwości stworzenia społeczności doskonałej przez narzucone odgórnie reguły. Bez trudu można doszukać się też odnośników do współczesnej mu rzeczywistości, co pozwala nawet uznać je za powieści polityczne w fantastycznym kamuflażu. Jedna z najpopularniejszych jego powieści – Limes inferior – ukazuje Ziemię, której narzucono „jedyny słuszny” system i która jest pod stałym nadzorem „Wielkiego Brata”. W sposób jednoznaczny odwoływał się do antyutopii, np. jeden z bohaterów Paradyzji nosi nazwisko Nikor Orley Huxwell (anagram: Orwell + Huxley, klasycy antyutopii). Maciej Parowski stwierdził, że „ustalił standardy obywatelskie i moralne, odnowił fantastykę polską, a zarazem znakomicie opisał polski los do 1989 r.”
Według jego własnych słów, dzielił fantastykę na FR, czyli fantastykę racjonalną i FI, czyli fantastykę irracjonalną. Uważał siebie za entuzjastę nurtu FR.
Działalność Zajdla stanowiła inspirację dla wielu fantastów młodszych generacji i zrodziła cały nurt fantastyki socjologicznej w Polsce (np. Maciej Parowski, Marek Oramus, Andrzej Krzepkowski). Jego utwory przekładane były na białoruski, bułgarski, czeski, esperanto, fiński, niemiecki, rosyjski, słoweński, węgierski oraz śladowo na angielski. Był działaczem międzynarodowego fandomu science fiction i członkiem World SF.
Zajdel zmarł w trakcie prac nad swoją kolejną powieścią, Drugie spojrzenie na planetę Ksi, która miała być kontynuacją Całej prawdy o planecie Ksi.

## Życie prywatne
Był żonaty z Jadwigą, mieli córkę Joannę. 
Zmarł na raka płuc. Jest pochowany na cmentarzu ewangelicko-augsburskim w Warszawie.

## Nagrody i wyróżnienia
- Odznaka Magnum Trophaeum za wieloletnią współpracę z „Młodym Technikiem” (1973);
- Medal „Za zasługi dla obronności kraju” za scenariusze filmów oświatowych (1975);
- Nagroda Ministra Kultury i Sztuki za powieść Cylinder van Troffa (1980);
- Złota Sepulka za powieść Wyjście z cienia (1984);
- Śląkfa (1984)[3].

W roku 1985 otrzymał Nagrodę Fandomu Polskiego za powieść Paradyzja. Nagroda ta od 1986 roku nazwana została jego imieniem. Wręcza ją tradycyjnie Jadwiga Zajdel, wdowa po pisarzu.

## Upamiętnienie
Imię Janusza A. Zajdla nosi od 2023 roku rondo na skrzyżowaniu ulic Postępu i Konstruktorskiej w Warszawie, w dzielnicy Mokotów.
W 2013 roku z okazji rocznicy jego 75 urodzin został zorganizowany konkurs literacki, Światy Zajdla.

## Publikacje

### Zbiory opowiadań
- Jad mantezji (Nasza Księgarnia, 1965)
- Przejście przez lustro (Iskry, 1975)
- Iluzyt (Nasza Księgarnia, 1976)
- Feniks (Nasza Księgarnia, 1981)
- Ogon diabła (KAW, 1982)

#### Wydane pośmiertnie
- Dokąd jedzie ten tramwaj? (KiW, 1988)
- Wyższe racje w wyborze Marka Oramusa (Wydawnictwo Poznańskie, 1988)
- List pożegnalny – zawiera m.in. konspekty niedokończonych powieści (Alfa, 1989)
- Relacja z pierwszej ręki w wyborze Jadwigi Zajdel (superNOWA, 2010)
- Dziwny nieznany świat, tom I opowiadań zebranych (BookRage, 2014 – e-book)
- Ten piękny dzień, tom II opowiadań zebranych (BookRage, 2014 – e-book)
- Felicitas, tom III opowiadań zebranych (BookRage, 2014 – e-book)
- Residuum – zawiera m.in. konspekty niedokończonych powieści i wiersze (BookRage, 2014 – e-book)

### Powieści
- Lalande 21185 (Nasza Księgarnia, 1966)
- Prawo do powrotu (Nasza Księgarnia, 1975)
- Cylinder van Troffa (Czytelnik, 1980)
- Limes inferior (Iskry, 1982)
- Wyjście z cienia (Czytelnik, 1983)
- Cała prawda o planecie Ksi (KAW, 1983)
- Paradyzja (Iskry, 1984)

#### Wydane pośmiertnie
- Drugie spojrzenie na planetę Ksi (superNOWA 2014, powieść pośmiertnie dokończona przez Marcina Kowalczyka)

### Inne
- Izotopy promieniotwórcze (IW CRZZ, 1973)
- Wybrane zagadnienia z fizyki jądrowej (współaut. Bożena Gostkowska, Ośrodek Informacji o Energii Jądrowej, 1975)
- Promieniowanie jonizujące (PAN, NOT, 1976)
- Ogólne zasady ochrony przed promieniowaniem jonizującym (współaut. Tadeusz Majle, PZWL, 1976)
- Bezpieczeństwo i higiena pracy przy użytkowaniu promieniowania jonizującego (Stowarzyszenie Inżynierów i Techników Mechaników Polskich, 1975)